# Sausillo
Sausillo es una localidad peruana ubicada en el distrito de Marcavelica, perteneciente a la provincia de Sullana del departamento de Piura, al norte del Perú.

## Demografía
En el 2017 Sausillo tenía una población de 4 habitantes.
| Gráfica de evolución demográfica de Sausillo entre 1993 y 2017 |
|                                                                |
| Fuentes: Población 1993 y 2017                                 |